# ソル・バッドガイ
ソル＝バッドガイ (Sol Badguy) は2D対戦型格闘ゲーム『GUILTY GEARシリーズ』に登場する架空の人物。
当人の過去の姿「聖騎士団ソル(Order-Sol)」は聖騎士団ソルを参照。

## 設定
- 『GUILTY GEARシリーズ』の主人公。アメリカ出身。ギアのプロトタイプとして改造された過去を持つ[注釈 1]。戦闘能力は常人を遥かに凌駕し、半永久的な生命活動を強いられている。実年齢は150歳以上。ギアを生み出した「あの男（飛鳥=R=クロイツ）」を捜すために各地を放浪し、同族であるギアを狩り続ける。
  - ギアへ改造される前はスポーツマン体型の科学者。科学者時代は法力の物理応用やエネルギー力学を専門としており、オラトリオ聖人というエネルギーを研究していた。同僚には恋人でもあるアリアという女性と、GEARプロジェクトの実質的なリーダーであった「あの男」がいた。
- 表向きの職業は賞金稼ぎで、普段は懸賞金が掛けられている指名手配人物を捕え、時には狩って、生計を立てている[注釈 2]。
- 無骨な面倒臭がり屋で、言葉遣いも荒く人当たりは冷たいが決して悪党ではなく、相手によっては人情を持って接する面倒見の良さもある。自分の目的のためには手段を選ばない強引な性格であるが、大局的な物の見方もできる。
  - 上述の性格から、戦い方は一撃必殺に拘る面が目立つ。最強ギアと称されたジャスティスを破壊したことを始め、その戦闘能力の高さは誰もが認めるところである。
  - 努力が嫌いなものに含まれる性格だが、日々の鍛錬（就寝前のトレーニングなど）は地道に重ねており、ソルの努力とは必要と思った物だけを日常に組み込んでやることが多い。
- 「ソル＝バッドガイ」は偽名（ならびに通名）であり、本名は「フレデリック＝バルサラ」[注釈 3]。
  - 「エリ=プ=マーブス（EripmavS's）手記」の著者であるエリ=プ=マーブス=ディ=エリアーデという人物[注釈 4]からラテン語で「太陽（ソル）」の名を付けられている。
  - 「バッドガイ」は通名。西暦2065年ごろ、開戦前の国勢状況でGEARの破壊に明け暮れており、軍はそれが誰なのか特定できなかったため、テロ行為を行う悪漢の意味で広く呼称されている。
- 後ろに束ねた髪は実はウィッグ。『GUILTY GEAR』のエンディングと攻略本にて、その姿を確認できる。
- コスチュームはかつて所属していた聖騎士団にて支給された団員服の一部と私服の組み合わせ。
  - 額に付けているヘッドギアはギアの力を制御する装置が組み込まれた物で、これを外すと驚異的な力を出せるが、長時間ギアの性能を引き出すとソルの体に支障を来すため、普段はこのヘッドギアを常に着用して封印している。なお、ヘッドギアに刻み込まれた文字「Rock You」は、クイーンの楽曲である「We Will Rock You」に因んだもの。
  - ベルトは赤の前垂れとセットになっていて、前垂れは聖騎士団時代のものとデザインが幾分異なり生地も厚めとなっている。
  - バックルに刻まれている単語は聖騎士団所属時の抱負や所信を記したもので、「FREE」は「自分の目的のために生き、組織や社会には決して縛られない」という彼自身の意思を表している。
  - ジーンズは現在着用している「RIOT」メーカーのものしか穿かないという拘りを持つ。上着はデニムである。
- 無頓着な彼が唯一執着するのが「あの男」である。それは人であった自分をギアへと改造したことによる復讐に繋がる。ソルはギアを「人間の汚れた欲望の産物」と捉えており、先の聖戦で戦争兵器として悪用されたことを含め、自分たちが体験したギアによる悲劇を食い止めるためにも戦っている。ギアとしての名前は「背徳の炎」であるが、これはギアに改造された際に、「あの男（飛鳥=R=クロイツ）」によって、密かに埋め込まれた「神の種」の名前でもあり、ソル自身に不死身に近い再生能力を与えている。
- 彼が劇中で手にする得物の神器「封炎剣」（後に「ジャンクヤードドッグ（MK-II・III）」・「アウトレイジMk-II」に改良）は火の法力を高める役割を担い、斬撃よりも法力を引き出すためにこの武器を振るう場合が多い[注釈 5][注釈 6]。
  - デザインのモチーフにZippoライターを内包しており、封炎剣やジャンクヤードドッグにはそれらしき放射口がみられる。
  - GG2ではドラゴンインストールに応じて変形する機構を備えた両刃剣のデザインにカスタムされており、ヴァステッジではジャンクヤードドッグと名を冠したより重厚な物に形状を変えている。ジャンクヤードドッグにおいては、バルディウスから強奪した神器「閃牙」をDr.パラダイム協力の元合成したII、片刃状のデザインになったIIIに強化されている。
  - 封炎剣を含む数々の神器は、元々は科学者であるソルが過去に対ギア兵器として開発・製作した「アウトレイジ」を人間の手で扱えるよう分割した物。
  - 封炎剣は聖騎士団の所有物であったが、ソルが聖騎士団を抜ける際に強奪[注釈 7]し、以後は彼の武器として扱われている。
- 執拗に決着を迫るカイのことをソルは鬱陶しく思っており、ストーリーモードでは何度か対決しているが、わざと負けたフリをして誤魔化している。しかし、カイには見抜かれているため、2人の仲を余計に険悪にさせている。ソルからすればカイの追求する正義の道は青臭く見えるようで、カイのことは「坊や」と呼んでいる（『GG2』以降では名前で呼ぶようになり、少なくなっている）。そのため啀み合うことは多いが、お互いに友好的な姿勢を見せることもある。ただし『Xrd Rev2（アフターストーリーA）』では、聖戦時にギアに対して徹底的に事務的に戦闘をするカイのことを本当は恐れていたことを明かした。
- 『GG2』でも相変わらず賞金稼ぎとして生活しているが、ある事情で養い子となったカイの息子であるシンと共に行動をしている。コスチュームも「旅人がコンセプト」ということで一新されている。カイの呼び出しに応じ危機を助けるなど、両者の仲も変化は生じている。
- シンとは師弟関係・擬似的な親子関係になっており、彼から「オヤジ」と呼ばれている。しかし、ソルは他人に教えることが苦手なせいもあり、シンにサバイバルに偏っていた大雑把な教育を施していた。また、「首輪を着けさせる」「海に蹴り落とす」など躾の度を越えた虐待を行っており、それを知ったカイは憤慨している。
- 『Xrd』では服装が『X』に近いデザインに戻っており、より筋肉質になった。
- 技の一つである「ドラゴンインストール」は、普段抑制装置などで抑えているギアの力を一時的に解放して使用する荒業であり、一時的に圧倒的な力を得ることができるが、その代償としてソル自身のギア化が進行していく。そのため、シリーズ事に発動グラフィックがギアに近い姿になっている。イラストでは、姿としてはドラゴンの名の付く通り翼と長い尾がはえた竜人のようなものが見受けられる。
- 『Xrd』では、本人曰く高血圧であることを語っている。
- 『Xrd REVELATOR』にて、ディズィーがジャスティス（アリア）との娘であることが確定し、アリアが妊娠していた事実すら知らなかったため狼狽していた。なお、発覚以前からディズィーに理由なく父親と認識されていた[注釈 8]。
- 『STRIVE』では外見に大きな変化は見られないが、武器「アウトレイジMk-II」を携行するように。従来のZippoのようなビジュアルはそのまま、新たにベルトのような物が付けられているのが特徴。ストーリーの終盤にて飛鳥に力を抜き取られた[注釈 9]。記憶を取り戻さないアリア＝ジャック・オーと旅を始める。

名前の由来
彼の本名や「バッドガイ」という名前は、すべて彼の愛聴するとされるロックバンドQueenのボーカリスト、フレディ・マーキュリー（本名ファルーク・バルサラ）に由来する。「バッドガイ」はフレディのニックネームで、直訳すると「悪漢（悪いやつ）」を意味する。

## ストーリー
2014年から「あの男」と共に人類の生態強化を目的としたGEAR計画に着手した科学者フレデリック・バルサラは、2016年に世界初となるギア（試作型）として改造を施された後に、突如行方を暗ます。その後、GEAR細胞抑止装置を開発し自らに装着。人間の姿を留めることに成功すると、賞金稼ぎとして人間社会に溶け込み「ソル＝バッドガイ」を名乗る。
2073年に完成型ギアのジャスティスが製作されると、ギアに対抗しうる術（すべ）として神器「アウトレイジ」を製造するが、強力過ぎる力で操作するのも困難だったため、8つに分解し「神器」と名前を変えた。現在で所在が判明しているのは、「封炎剣・封雷剣・絶扇」の3つだけであり、「閃牙・益篤・湖上白」の3つと他2つについては判明しておらず、大半が国連管理下に置かれている。2074年にジャスティスの叛乱により聖戦が勃発すると、自らも闘うことを決意する。
以降100年は戦乱に明け暮れたが、2099年には幼少のクリフ=アンダーソンを戦火から救ったことが記録に残っている。2172年に聖騎士団長となったクリフにスカウトされ、聖騎士団に入団しカイと出会う。後に「封炎剣」を持ち出し脱退。2175年にジャスティスを封印し聖戦を終結させる。
GUILTY GEAR（ストーリーモード）
2180年に第二次聖騎士団選考大会が開催されると、大会運営の背後にギアの影を察知し出場。封印から復活したジャスティスとの因縁に終止符を打った。
GUILTY GEAR X（ストーリーモード）
それから一年もたたないうちに、ジャスティスを失い活動を停止しているはずのギア＝ディズィーの目撃情報を聞きつけ魔の森へと駆けつける。そしてディズィーと戦い、勝利したがギアである彼女を見逃している。
GUILTY GEAR XX（ストーリーモード）
ディズィーとの戦いから数週間後。あの男の配下であるイノを追いかけて、ついにあの男との再会を果たす。だが斬りかかろうとする所で、今後起こりうる事態に対してソルが必要なことを話しながら逃げられてしまった。その過程で、聖騎士団時代に飛ばされた揚句、いらだっていた当時の自分と戦うはめになる（過去の自分と現在の自分は別と定義づけたことで現在に帰還）。
GUILTY GEAR 2 OVERTURE（略歴）
『XXΛC』から約1年後、カイから呼び出しを受け、カイと木陰の君の間に生まれた息子のシンを預けるように頼まれる。当のソルは子供を預けることに関して不快感を示したが、政治的に身動きの取れないカイの立場を察してシンを引き取る。
『GG』から6年後。シンと共に行動をする最中、イリュリア連王国で木陰の君が封印されるという事態に直面。この事態を引き起こした人物であり、ソルが動揺するほど「アリア」に酷似、あるいはそのものとしか見えないヴァレンタインを追う。同じくヴァレンタインと敵対するあの男からの援助もあり、仲間と共に異空間「バックヤード」まで到達、感情が爆発し異形と化したヴァレンタインを倒した。
道中にイズナとDr.パラダイムから、戦局を変える新たなシステム「サーヴァント」と「マスターゴースト」の具現化などを習得している。
パチスロ ギルティギア ヴァステッジ
GG2の事件後、バックヤードからの侵略者に対応するため、かつて分解したアウトレイジのパーツを探しにシンと旅に出る。そのひとつである閃牙が元老院の一人であるバルディウスが管理している情報を得て、彼のいる城砦に向かうが抗戦を仕掛けられる。禁呪を使用するバルディウスとの戦闘の末に殺害し、閃牙を回収。Dr.パラダイムのもとで封炎剣と合成が行われ、かつてソルが愛用していた大剣を冠した「ジャンクヤードドックMk-II」を手に入れる（Xrdの時点でMk-IIIに強化）。
GUILTY GEAR Xrd -SIGN-（アーケードモード）
ヴァステッジ以降のシンとの旅の最中、ある日カイから連絡を受け、突如日本跡地に出現したラムレザル＝ヴァレンタインと名乗る者が全世界に向けて全人類抹殺を宣言したことを知る。多額の報酬を条件にカイからのラムレザル討伐の依頼を受けたソルたちは、途中でカイと合流したのちにラムレザルが待つ日本跡地へと向かう。ラムレザルを倒すことに成功したものの、彼女の自爆の道連れにされかける。
GUILTY GEAR Xrd -SIGN-（ストーリーモード）
ラムレザルの妹にあたるもう一人のヴァレンタイン、エルフェルト＝ヴァレンタインがラムレザルを制止したことによって窮地を脱する。その後はカイたちと共に、突如バビロンに出現した謎の巨大物体「ゆりかご」の正体を突き止めるべく奔走することとなる。
「ゆりかご」がジャスティスであり、元老院の目的がジャスティスの復活であると判明。ソルらはイリュリアでジャスティスを迎え撃ち、これを撃破。しかしエルフェルトが本来の目的に目覚め、何者かの手によってジャスティスと共に何処かへ連れ去られてしまう。ソルはシンとラムレザルと共にエルフェルトの行方を追うことになる。
過去についての詳細が語られており、「あの男」から交友関係を広げるようにとの勧めに対して「アリアとお前がいればそれでいい」と言い切ったほどの深い信頼を寄せていたことが明かされている。
GUILTY GEAR Xrd -REVELATOR-（エピソードモード）
エルフェルトの捜索中、ソルたちのもとにあの男の部下・レイヴンが訪れ、真の黒幕によるジャスティスの復活の阻止の協力を依頼される。当初ソルはあの男に敵愾心を抱いていたため不服を感じていたが、エルフェルト捜索の利害を言われて同行することに。そんな時、かねてからレイヴンが捜索していたジャスティス復活の阻止を握る存在・ジャック＝オーと遭遇するが、ソルはその驚愕の正体を知ることになる。

## ゲーム中での性能
特徴
飛び道具・無敵技・突進技・コマンド投げと各場面に応じた必殺技が一通り揃っている。カイ同様に、初心者向けとされている。
長所はラッシュ力と攻撃力に優れること、防御手段が豊富なこと。
短所は通常技のリーチが若干短く、牽制が弱いこと。
『GGX』ではバンディッドリヴォルヴァー、『XX』 - 『#RELOAD』ではジャンプDを何度も決めるループ連続技が強力。『SLASH』では高威力なループ連続技は影を潜めたが、立ち回りで使う必殺技が強化。『ΛC』では様々な必殺技にクリーンヒットシステムが追加される。
EXモードは戦闘スタイルがカイと入れ替わる。
GOLDモードでは体力が自動回復し、常時ドラゴンインストール状態となる。
専用システム：クリーンヒット (『SLASH』 - 『ΛC』、『STRIVE』)
一部の必殺技に設定されたクリーンヒット条件を満たすことで成立。
クリーンヒット時は普段追撃できない技が追撃できるようになる。
成立時、画面端にCLEAN HITと表示される（『STRIVE』では表示されない代わりに大きなヒットストップが発生）。
対応技はサイドワインダー(『SLASH』 - )・グランドヴァイパー・FB版ファフニール（共に『ΛC』から）・FB版サイドワインダー（『ΛCORE PLUS R』のみ、こちらは通常版と違い確定クリーンヒット）・バンディットブリンガー(『ΛC』)・HS版ヴォルカニックヴァイパー・タイランレイブ（『STRIVE』）。

## 技の解説

### 必殺技
ガンフレイム [GG - 、EX]（空中可〈EXのみ〉 / FRC）
飛び道具系の必殺技で、封炎剣から大きな炎を放つ。初代GGでは波状の炎を地上で発生させて相手へ放つ技であり、射程が画面全体という幅広いものであった。
『GGX』からは封炎剣から前方へ4本の火柱を発生させる必殺技へと変更され、射程は画面の5分の2程度となったが、牽制・起き攻め・連続技に使用される万能技となっている。発生は若干遅め。
ドラゴンインストール時は巨大な一本の火柱に変化。『GG』・EX版は画面端まで飛ぶ。
ガンフレイム（フェイント） [GGXX - ]
ガンフレイムのモーションを取るだけの技。硬直はガンフレイムより少ない。『ΛC』では攻撃判定が付加された。
ヴォルカニックヴァイパー [GG - 、EX]（空中可）（⇒叩き落としへ）
剣で斬り上げながら空中へ飛び上がる無敵必殺技。無敵時間を利用した切り返し、空中連続技の締めに使われる。S版とHS版が存在し、『STRIVE』にてHS版2段目にのみクリーンヒット判定が追加。
ドラゴンインストール時には威力とヒット数が大幅に上昇する。
『X』で13回、「#RELOAD」からは10回。
元は聖騎士団に伝わる技「ヴェイパースラスト」を改良したもの。ソルはこの技を「俺の剣は『居合い』だ。地面を刀の鞘に置き換えれば良い。発想の転換って奴だな」と語っており、ジョニーのソルに対する勝利コメントはそれを受けてのものとなっている。
叩き落とし [GGX - Xrd、EX]（空中可）
追加入力で相手を地面へ蹴り落とす。シリーズにもよるが、ヒットすればほぼ確実にダウンを奪うことができる。『STRIVE』にてHS版ヴォルカニックヴァイパーのクリーンヒット判定追加と共に廃止。
ヴォルカニックヴァイパー・チャージアタック [GG]
チャージをすることでヴォルカニックヴァイパーの性能が3段階に変化する。最大レベルは威力が大幅に上昇する。
バンディットリヴォルヴァー [GG - ]（空中可 / FRC〈空中のみ〉）（⇒バンディットブリンガー）
『GG』では浴びせ蹴りをぶつける技。『GGX』以降は小さくジャンプし、膝蹴りからカカト落としのコンビネーションを叩き込む。
ドラゴンインストール時にはモーションが若干変化する。『GGX』時は追加入力で中段技になる。
EX版は炎が追加された単発攻撃で、しゃがみガード不能になっている。
『GG』のみ名称がバンディッドリヴォルバーとなっている。
バンディットブリンガー [GGXX - ] (FRC)
半円状に飛び、斜め下にストレートを打ち下ろすしゃがみガード不能技。
『XX』では地面バウンド、『ΛC』ではスライドダウンを誘発する（カウンターヒット時は地面バウンド）。『ΛCORE PLUS R』では地面バウンド。
ライオットスタンプ [GG - Xrd] (FRC)
一旦背後に下がり、壁を蹴って蹴りを繰り出す奇襲技。画面端が近いほど発生が早くなる。しゃがみガード不能。
グランドヴァイパー [GGX - Xrd]
地面を這うような形で突き進み、相手を空中へ殴りあげる突進技。ヒット時にレバーと同時に2つのボタンの入力をする（通称レバガチャ）ことでヒット数が増加する（最大10ヒット）。締めの動作は『SLASH』までがヴォルカニックヴァイパー、『ΛC』でボディーブロー。『ΛC』でクリーンヒット判定が付加される。
ナイトレイドヴォルテックス [STRIVE]
グランドヴァイパーの代わりとなる『STRIVE』からの新技。あちらとは異なり単発ヒットとなっている。グランドヴァイパーのレバガチャとは違い、Sの長押しで移動距離と威力が変化する。
ぶっきらぼうに投げる [GGX - ]
相手を掴み地面へ力任せに叩きつけるコマンド投げ。喰らった相手はバウンドし、追撃が可能となる。『STRIVE』では叩きつけてからバウンドすることが無くなった。そのため、ロマンキャンセル時のみ追撃可能。
ファフニール [XX - SLASH、Xrd、STRIVE] (FRC)
大きく踏み込みながらストレートを繰り出す。ヒット時壁バウンドを誘発。通常技をキャンセルして出せないという性質を持つ。
『ΛC』でフォースブレイク専用技に変更。『ΛCORE PLUS R』で通常版とフォースブレイク版両方が使えるように変更された。
サイドワインダー [SLASH - ΛC、ΛCORE PLUS R、EX]（空中専用）
相手を横方向へ力一杯殴りつける。クリーンヒット時に壁バウンド効果が付く。SLASHではクリーンヒットの判定が狭かったが、ΛCでは決めやすくなっている上、ダウン復帰不能時間の延長と、クリーンヒットするたびに威力が上昇する仕様となった。
EX版はヴォルカニックヴァイパーの派生技となっている。
ΛCORE PLUS Rではフォースブレイク版が追加。通常版ではクリーンヒットに判定が存在するが、フォースブレイク版は確定でクリーンヒットが発生する。
砕けろ [GG2、Xrd]（空中専用）
空中から炎を纏った急降下キックを放ち、着地時に火柱をあげる。相手にガードされても有利。
P.B.B. [Xrd]（空中・ドラゴンインストール中専用）
空中ダッシュし相手を掴んで爆破する空中投げ。連続技に組み込める。
ガンフレイム・チャージアタック [EX](FRC)
威力と当たり判定の増したガンフレイム強化版。相手に4ヒットするまで消えない。
フレイムディッパー [EX] (FRC)
低姿勢で突進した後、足払いで攻撃する下段技。

### フォースブレイク
ファフニール [ΛC]（⇒タイランレイブ）
モーションなどは必殺技の時と同じ。発生が早くなり、クリーンヒットが追加された。牽制にも使える。『ΛC PLUS』のEX版のみ、通常技からキャンセルで出せる。
タイランレイブ
モーションは『GGX』の時と同じだが、飛距離がわずかに伸びており、牽制技として用いることが可能。
ガンフレイム・チャージアタック[EX](FRC)
『ΛC PLUS』のEX版でフォースブレイクに変更された技。発生が早くなっている。
グランドヴァイパー[EX]
『ΛC PLUS』のEX版でフォースブレイクに追加された技。技の終わりはヴォルカニックヴァイパーになっている。さらにDボタンとSボタンを同時に連打するとヒット数が上がる。

### 覚醒必殺技
タイランレイヴ [GG]
前方向へ円盤状に渦を巻く巨大な爆炎を放つ覚醒必殺技。扱いは飛び道具系であるが設置型の性質を持つために飛距離が短く、間合によっては連続ヒットしない場合がある。
タイランレイブ [GGX、STRIVE]
右手で炎を前方へ突き出し、剣を振り上げると同時に形成した円盤状の巨大な炎を発射する。しかし前作の『GG』同様に炎自体の飛距離が短く、タイミングによっては技の発動から隙が出来やすい。なお、『GG』以降は語尾が「ヴ」でなく「ブ」に統一されている。『STRIVE』では後述の「タイランレイブVer.β」とほぼ同一の性能となっており、2段目にクリーンヒット判定が追加。
タイランレイブVer.β [GGXX - Xrd]
打撃系の覚醒必殺技へと変更されており、右手でアッパーを打ってから、炎を纏った左のストレートで相手を仕留める二段構えとなっている。
『Xrd』ではストレートを放つ際に巨大な火球を同時発射する仕様になり、飛び道具系必殺技の機能が付加されている。
ドラゴンインストール [GG - Xrd]
ソルの必殺技を強化し、移動と攻撃の速度も上げる強化技。
『＃RELOAD』までは持続時間は6秒間。『SLASH』では残体力に応じて時間が増え、テンションゲージが自動で増加していく。
『GG2』ではスキルとして実装されており、特定サーヴァントが集めるリソースを消費した量に応じて強化段階（最高3）が変化する。
『Xrd』では持続時間7秒で、ヘルファイア中は1.2倍になる。
効果は時間経過およびダウンで解除。設定ではギア本来の性能を開放した状態であるが、100％の力を発揮するとソルが人間の姿を留めなくなってしまうため、ある程度までに抑えている。『GG2』『Xrd』では発動中ソルの姿が、ギアとしての姿とも言える異形の姿に変化する。
ドラゴンインストールセカンド [ΛC]
ドラゴンインストールと同様の強化技だが、持続時間の制限がなく、使用後は常時ドラゴンインストール状態となる。
その代わりに体力が非常に早いスピードで減少していく。なお、この体力減少でKOされることはない。テンションゲージ100%使用。
ヘヴィモブセメタリー [STRIVE]
ギアの姿に変身し、ダメージ無効の突進を行う投げ技。非常に威力が高く、確定反撃やジャンプ硬直狩りなどに有効。
タイランレイブVer.α [EX]（空中可）
低空状態で炎を纏って高速で突進する。
サーベイジファング [EX]
巨大な複数の火柱を発生させる。
ぶっきらぼうに殴る [EX]
タイランレイブVer.βと似たモーションの覚醒必殺技。ヒット時に背景が赤く染まり、キャラクターの姿が影となる演出が入る。
画面暗転後、ガードが間に合わない性能を持つ。

### 一撃必殺技
オールガンズブレイジング [GG]
殺界発生後、相手の背後に回りこみ幾重にも連なる火柱を発生させ相手を焼き尽くす。
名前の由来はヘヴィメタルバンド「ジューダス・プリースト」のアルバム「ペイン・キラー」の「オール・ガンズ・ブレイジング」から。
ナパームデス [GGX - ΛC]
炎を身に纏い飛翔する技。
名前の由来はイギリスの都市バーミンガムのグラインドコアバンド「ナパーム・デス」から。
ブランディングブリーチ [Xrd]
ファフニールのモーションで殴りかかりヒットすると演出に移行、ジャンクヤードドッグを変形させ渾身のボディブローで大爆発を起こす。
ドラゴンインストール中は、ジャンクヤードドッグの演出を省いて直接一撃を与える演出に変化する。

### ボス仕様限定技
ガンフレイム（D版）[CPU]
サバイバルモードで乱入するGOLD専用技。威力が大幅に強化され、硬直時間がガンフレイムの1/5以下と非常に短い。
ドラグーンリヴォルヴァー [ISUKA]
空から三本の火柱を投げ落とす。
サーベイジフレイム [ISUKA]
前進するサーベイジファングを放つ。さながら炎の壁。

## サーヴァント
自らの法力で作り出した存在で、機械的なデザインを持ち、台詞では英語を話す（ほとんどのサーヴァントは日本語音声を採用）。基本的にソルの特性として、上級サーヴァントに比重が置かれており、ソル本人の戦闘力の高さを考えた構成（下級サーヴァントもブロックヘッドのスキルにより強化は可能）。
『2』において、サーヴァントおよびマスターゴーストを介した相手に苦戦を強いられた際、イズナの手引きのもと、使用可能になった。基本的に上記におけるマスターゴースト戦でのみ使用しているが、サーヴァント単体においてはファイヤーホイールのように移動など戦闘以外でも利用している。
ハンチバック
ソルのスキル「ハンチバック召還」で、投げる形で直接呼び出すことができる機動属性ミニオン。
34秒間存在し続け、それを過ぎると自爆攻撃を行う。杖を介した攻撃と、「チリボール」による弱スタン感電攻撃が可能。
ザ・ドリル
近接属性のサーヴァント。
戦闘力よりタフさに比重を置いた安定した性能を持つ。胴体下部のナイフや巨大な右腕のドリルで殴ることでソルの「リソース」を溜めることができ、リソース消費量に応じてソルのドラゴンインストールが強化される。
ブロックヘッドの強化を受けると、「ザ・ドリル」による火炎攻撃が可能になる。
ブレイド
装甲属性のサーヴァント。
腕部のブレードを使用した横に凪ぐ広い攻撃範囲を持つ。ザ・ドリルと同様「リソース」を溜める能力を持つ。
ブロックヘッドの強化を受けると、「サイクロンレイザー」によるダメージ判定のあるバリアを発生させることが可能。
ペンシルガイ
射撃属性のサーヴァント。
腕部の銃器を利用した射撃を行う。単発攻撃力が低く、弱点となる法力属性への威力増加が少ないが、ヒットすると毒状態にし相手の体力を奪うためどの相手にも平均的にダメージが行きわたる。相手が接近すると「ランニングワイルド」による気絶効果のある判定の大きい光球を放つことができ、射撃属性の一発の重さよりもサポートに比重を置く。
ブロックヘッドの強化により、「メロンバスト」が使用可能になる。炸裂弾を発射し、毒を与えつつダウンを取れるようになる。
ファイヤーホイール
近接属性の上級サーヴァント。腕部と尾に車輪を持つ。
素早い移動速度を持ち、スーパーアーマーを持っているため簡単にはダウンしない。相手の無力化を誘発する火炎「バニシングオーケストラ」による範囲攻撃が可能。また、気絶は誘発しないがさらに強力な「レッドアウト」で大ダメージを与えることもできる。
『XrdR』では形状を変更した「MK.II」がバイクとしても登場する。
エンガルファー
機動属性の上級サーヴァント。船を思わせる構造と帆を思わせる長い頭部のようなパーツを持つ。
通常攻撃はリーチが短いが、「バーミリオンレイ」による突進攻撃が可能。「シャットアップ」による敵マスター・サーヴァントのスキルを封印する技を持ち、攻撃と速度にかけても強め。
ブロックヘッド
法力属性の上級サーヴァント。モノリスのような一枚岩に顔のようなものがある。攻撃時などで変形する。
低体力が弱点だが、下級サーヴァント強化能力「ワンダウン」や味方への分配型回復能力「イージーイージー」を持つ。散弾攻撃を持ち、接近した相手に強烈なダメージを与えられる。
イージーイージーにより体力は減るが、キャプチャーから得られる回復量が他のサーヴァントより多くなっている。
クイーン
法力属性の上級サーヴァント。マントで覆った女性のような姿。
低コストでマスターのブラストドライブと同等の移動速度を持ち非常に高速だが、常に体力を消耗する（消費のみでは死亡しない）。
「バーニングHAKKEI」による射撃撃ち消しありのダウン攻撃と、周囲の敵の攻撃力を下げる「フレイムカーテン」を有し、総じて攻撃力が高く、ゴーストに対して支配する能力が強力。高速で使い捨てな面を利用した強襲偵察や特攻も得意とする。
ギガント
装甲属性の上級サーヴァント。巨大怪獣のような4足歩行の半人型。
胸部からスキル「ゲットロスト」によるミサイルを5発同時発射し、相手のサーヴァントを強制撤退（恐怖状態）させることが可能。鈍足でマスターのスロットに収納することはできないが、のけ反り耐性を持ち耐久力が高く、ゲットロストでの強制撤退により集団で攻めなければ接近自体ままならない。
通常攻撃は左腕で殴るが、ソルのギガント用スキルの使用により、一定時間各スキルの四属性に応じた特化形態に変形させることができる。その間、それらの属性を持った攻撃も行える。近接「メーレーモード」では右腕を巨大斧に換装、上半身を丸ごと旋回し全方位攻撃。装甲「アーマーモード」では右腕をパイルバンカーに換装、パイルバンカーによる強攻撃と自身の巨体を利用した突進を行う。機動「レイダーモード」で背部の翼を展開、脚部をホバリングさせ近接兵ほどの移動力に向上する。射撃「エスティメント・ワン」では背部に巨大砲を装着、1発のみだが非常に威力が高いレーザーを発射する。

## ステージ
- 壊された自由の女神の近く（GG）
- PARIS（GGX - ）
- Wildness Gravemarker：流星雨（ISUKAのみ）
- Neo NewYork (Xrd)
- Lars Canyon (STRIVE)

## テーマミュージック
- Keep Yourself Alive[GG]
- Keep Yourself Alive2[GGX]
- Keep Yourself Alive?[GGX家庭用版]
- Keep Yourself Alive II[GGXX - ΛC]
- Keep Yourself Alive III[GG2]
- Give me a break[GGXrd]
- Conclusion（GG / 対カイ)
- No Mercy（GGX / 対カイ）
- Noontide（GGXX - ΛC / 対カイ）
- The Re-coming（GG2 / 対カイ）
- Reunion（GGXrd / 対カイ）
- Ride the Fire!（GGXrd / ドラゴンインストール時）
- Sheep Will Sleep(,if you become fatigued) [ISUKA]
- Find Your One Way[STRIVE]

## 担当声優
- 石渡太輔（GG - GGXX / 戦闘ボイス）
- 花田光（『GGX』ドラマCD、『GGXX』ストーリーモード）
- 中田譲治（『XX Λ CORE PLUS』以降の関連作品）

当初は開発スタッフの石渡が声を担当していたが、家庭用『XX』ストーリーモードやドラマCDでは本業声優である花田光が演じている。石渡は「本業の声優でないため長い会話は苦手」「本業の声優さんとの掛け合いで失礼であることから、プロの声優に任せている」とコメントしている。また、公式設定資料集内で「異常なまでに精神的圧迫があり収録の合間合間で嘔吐していた」と溢している。
『XXAC+』からは中田が起用され、全編の声を担当するようになった。『XXAC+』では石渡と中田の声を切り替えることが可能であったが、以降の作品には実装されていない。

## その他
- 主人公と判るようにするため、デザインは難航したキャラクターである。初期設定では大体が現行案と一致している（GEARではなく魔人と呼称）が、24歳で大会出場の目的は「一国の王になる」と豪語していたという設定。
- 公式ホームページの人気投票では最高位は1位、最低位は4位であった。
- 『GG』のステージグラフィックにある自由の女神は、ギアによって倒壊されている。
- テーマミュージック「KEEP YOURSELF ALIVE」は、QUEENの「KEEP YOURSELF ALIVE（邦題：炎のロックンロール）」から来ている[要出典]。